# Бродово (Дзялдовський повіт)
Бродово (пол. Brodowo) — село в Польщі, у гміні Ілово-Осада Дзялдовського повіту Вармінсько-Мазурського воєводства.
Населення — 225 осіб (2011).
У 1975-1998 роках село належало до Цехановського воєводства.

## Демографія
Демографічна структура станом на 31 березня 2011 року:
|          | Загалом | Допрацездатний вік | Працездатний вік | Постпрацездатний вік |
| -------- | ------- | ------------------ | ---------------- | -------------------- |
| Чоловіки | 109     | 31                 | 68               | 10                   |
| Жінки    | 116     | 35                 | 57               | 24                   |
| Разом    | 225     | 66                 | 125              | 34                   |